# The Big Idea
The Big Idea er en amerikansk stumfilm fra 1917 af Gilbert Pratt og Hal Mohr.

## Medvirkende
- Harold Lloyd.
- Snub Pollard.
- Bebe Daniels.
- William Blaisdell.
- Sammy Brooks.